# Amalaberge
Amalaberge ou Amalaberga, née vers la fin du Ve siècle ou le début  du VIe siècle, est une reine des Thuringes (507/511-532/533) au VIe siècle.   

## Biographie

### Enfance et origines
Amalaberge est la fille d'Amalafrida, fille de Thiudimir, roi des Ostrogoths, et sœur de Théodat. Elle est une descendante du lignage sacré des Amales. Son père est inconnu, mais son oncle est Théodoric le Grand. Celui-ci loue son esprit et sa culture.

### Une reine ambitieuse
Elle épouse Hermanfred, roi de Thuringe entre 507 et 511. Procope de Césarée dit formellement que l'alliance conclue entre les Ostrogoths et les Thuringes, au moyen du mariage de cette princesse avec Hermanfred est dirigée contre les Francs.
Le rôle dévolu à la femme est avant tout de gérer la maisonnée. La reine doit certainement gérer la domesticité du palais, faisant préparer le repas et la table de son époux. Mais la reine Amalaberge, « femme méchante et cruelle » a beaucoup d'ambition et ne supporte pas de devoir partager la Thuringe avec ses beaux-frères. La guerre civile qui éclate en Thuringe en 516, lui est en grande partie due. 

### Les guerres thuringiennes
Poussé par les arguments de sa femme, Hermanfred tue Berdaire et cherche à s'emparer du royaume de son dernier frère, Badéric. Il fait appel au roi voisin Thierry Ier, en lui promettant la moitié de la Thuringe pour obtenir une alliance puissante. Badéric est facilement vaincu et meurt durant le combat. Hermanfred prend alors possession du royaume de son frère mais ne respecte pas les termes de son accord avec Thierry Ier, comptant sur l'oncle de sa femme pour le soutenir si une guerre se déclare avec les Francs. En 531, cinq ans après la mort de Théodoric le Grand, les Francs, aidés des Saxons engagent alors une seconde campagne lors de laquelle les Thuringiens de Hermanfred sont complètement défaits dans la bataille et massacrés en masse au bord de l'Unstrut. Il reçoit Hermanfred à Tolbiac, où celui-ci est poussé du haut des murailles et décède à la suite de cette chute. Thierry Ier donne alors la Thuringe du nord aux Saxons sans contrepartie. 
Selon Procope, après la mort de son époux, Amalaberge se réfugie avec ses enfants à la cour du royaume ostrogoth, à Ravenne, sous la régence d'Amalasonte où son frère Théodat (534-536) devient roi des Ostrogoths, avant de rejoindre Constantinople.

## Descendance
De son union royale, sont nés un fils Amalafrid et une fille Rodelinde qui épouse le roi des Lombards, Aldoin vers 550 sur proposition de l'empereur Justinien à Constantinople.

## Des légendes différentes
Selon les sources franques ou saxonnes, Amalaberge est l'instigatrice de la guerre mais les deux versions diffèrent sur les détails. Dans la version franque, Amalaberge incite son mari à dépouiller son frère Badéric ; dans la version saxonne, Amalaberge est la fille de Clovis Ier et pousse son époux à outrager et à combattre son beau-frère Thierry / Théodoric.

## Sources et références
1. ↑  Grégoire de Tours écrit à son sujet: « Un jour son mari, se rendant au banquet, trouva seulement la moitié de la table couverte. »
2. ↑  selon Grégoire de Tours.
3. ↑  Vie de Sainte Ranegonde.
4. ↑  Becker-Piriou 2008, p. 39.
5. ↑  Histoire sociale des Lombards: VIe – VIIIe siècle  Par Dominique Petit.
6. ↑  HISTOIRE POÉTIQUE DES MÉROVINGIENS , II, 7.

 (août 2017).
- Audrey Becker-Piriou, « De Galla Placidia à Amalasonthe, des femmes dans la diplomatie romano-barbare en Occident ? », Revue Historique,‎ 2008, (lire en ligne).
- Chronique de Thuringe.
- Grégoire de Tours, Histoire des Francs.